# Анджей Радомський
Анджей Радомський (пол. Andrzej Radomski; нар. 30 листопада 1961, Кошалін, Кошалінський повіт, Західнопоморське воєводство) — польський борець вільного стилю, срібний призер чемпіонату Європи, учасник двох Олімпійських ігор.

## Життєпис
Виступав за клуб «Budowlani Koszalin» Кошалін, «WKS Grunwald» Познань. Тренери: Маріан Коберський (перший тренер), Лех Соберай, Зигмунт Крет, Еугеніуш Наймарк, Лешек Чіота.
5-разовий чемпіон Польщі: (1986, 1987, 1988, 1990, 1992), 4-разовий бронзовий призер Чемпіонатів Польщі (1983, 1984, 1985, 1991).
Віце-чемпіонка Європи 1991 (100 кг), фіналіст чемпіонатів світу 1987 (4), 1989 (5), 1990 (4), 1991 (6) та чемпіонатів Європи 1988 (4), 1991 (4).
Дворазовий олімпієць: Сеул (1988) — вільний стиль, середня вага, 82 кг — 5 місце, Барселона (1992) — вільний стиль, важка вага 100 кг — 5 місце.
У 2011 році (у віці 50 років) дебютував у професійних змішаних єдиноборствах (ММА). Під час гала в Кошаліні він переміг суперника, який був на 20 років молодший, сабмішном у першому раунді. Через три роки, під час чемпіонату Європи 2014 року, він виграв золоту медаль у бразильському джиу-дзюцу у відкритій категорії.
- На Олімпійських іграх 1988 року в Сеулі виступав у середній вазі (до 82 кг). У першому раунді програв за очками Райнеру Тріку (ФРН), у другому раунді переміг за очками Александера Нанева (Болгарія). У третьому за очками програв Марку Шульцу (США) і вибув з турніру.

- На Олімпійських іграх 1992 року в Барселоні виступав у важкій вазі (до 100 кг). Посів п'яте місце.

## Спортивні результати на міжнародних змаганнях

### Виступи на Олімпіадах
| Змагання                    | Збірна | Вагова категорія           | Місце              |
| --------------------------- | ------ | -------------------------- | ------------------ |
| Літні Олімпійські ігри 1988 | Польща | вільна боротьба, до 82 кг  | не вийшов із групи |
| Літні Олімпійські ігри 1992 | Польща | вільна боротьба, до 100 кг | 5                  |

### Виступи на Чемпіонатах світу
| Змагання                        | Збірна | Вагова категорія           | Місце |
| ------------------------------- | ------ | -------------------------- | ----- |
| Чемпіонат світу з боротьби 1987 | Польща | вільна боротьба, до 82 кг  | 4     |
| Чемпіонат світу з боротьби 1989 | Польща | вільна боротьба, до 90 кг  | 5     |
| Чемпіонат світу з боротьби 1990 | Польща | вільна боротьба, до 100 кг | 4     |
| Чемпіонат світу з боротьби 1991 | Польща | вільна боротьба, до 100 кг | 6     |

### Виступи на Чемпіонатах Європи
| Змагання                         | Збірна | Вагова категорія           | Місце  |
| -------------------------------- | ------ | -------------------------- | ------ |
| Чемпіонат Європи з боротьби 1988 | Польща | вільна боротьба, до 82 кг  | 4      |
| Чемпіонат Європи з боротьби 1989 | Польща | вільна боротьба, до 90 кг  | 7      |
| Чемпіонат Європи з боротьби 1990 | Польща | вільна боротьба, до 100 кг | Срібло |
| Чемпіонат Європи з боротьби 1991 | Польща | вільна боротьба, до 100 кг | 4      |

### Виступи на інших змаганнях
| Змагання                           | Збірна | Вагова категорія           | Місце  |
| ---------------------------------- | ------ | -------------------------- | ------ |
| Гран-прі Німеччини з боротьби 1985 | Польща | вільна боротьба, до 82 кг  | Срібло |
| Гран-прі Німеччини з боротьби 1988 | Польща | вільна боротьба, до 82 кг  | Золото |
| Гран-прі Німеччини з боротьби 1989 | Польща | вільна боротьба, до 90 кг  | Бронза |
| Гран-прі Німеччини з боротьби 1990 | Польща | вільна боротьба, до 100 кг | 4      |